# Brachynomada margaretae
Brachynomada margaretae är en biart som först beskrevs av Rozen 1994.  Brachynomada margaretae ingår i släktet Brachynomada och familjen långtungebin. Inga underarter finns listade.